# Chelicorophium curvispinum
Espèce
Synonymes
- Corophium curvispinum Sars, 189 ;
- Corophium sowinskyi ;
- Corophium devium Wundsch 1912

Chelicorophium curvispinum (« Caspian mud shrimp » pour les anglophones) est une espèce de crustacés amphipodes décrite en 1895. Il fait partie de la microfaune et des macroinvertébrés dits benthiques (microzoobenthos) vivant sur le fond et les substrats durs.
C'est une espèce invasive dont l'aire de répartition est en rapide extension depuis la seconde moitié du XXe siècle.

## Risques de confusion
Chelicorophium curvispinum coexiste souvent avec une autre espèce (Chelicorophium sowinskyi) qui lui ressemble beaucoup,, et elles peuvent être introduites dans de nouveaux milieux ensemble ; ces deux espèces peuvent être facilement confondues.

## Origines biogéographiques
Chelicorophium curvispinum est originaire du bassin ponto-caspien.
Il est présent dans la mer Noire et dans les cours d'eau adjacents ; il pourrait avoir colonisé les bassins adjacents de la mer d'Azov - mer Noire quand ces bassins ont été connectés durant la préhistoire (Mordukhai-Boltovskoi 1964). 

Hors de cette aire, ses populations actuelles proviennent des grands bassins fluviaux qui se déversent dans les mers Noire et Caspienne, dont la Volga, le Dniepr, le Dniestr et le Danube,.

## Habitats, aire de répartition, invasivité
Cet organisme est natif de la mer Caspienne.
Très adaptable, à la suite d'introductions probablement accidentelles, il colonise depuis quelques décennies des milieux très variés ; eaux marines, saumâtres et douces) loin de son aire naturelle de répartition.
On le détecte dans plusieurs parties (hongroises) du Danube dès la première partie du XXe siècle selon Žganec & al. (2009) citant Dudich 1927, 1947; Muskó 1994 et on le trouvait en 2007 dans les cours d'eau débouchant sur le sud de la mer Baltique et jusqu'en Estonie (depuis 2007) (où il s'est manifesté avec des invasions littorales dans les années 2000, apparaissant avec d'autres espèces invasives dont les crustacés Gammarus tigrinus, Pontogammarus robustoides et Paramysis intermedia sont les nouveaux arrivants les plus récents dans la mer côtière estonienne.). 
De même le trouve-t-on maintenant en mer du Nord et dans les cours d'eau qui y débouchent et jusqu'en Irlande (2004) et dans le nord de la Baltique.
On l'a trouvé dans la Moselle vivant en communauté avec deux espèces de bivalves invasifs : la moule zébrée et une espèce de corbicule.

Notamment transporté par les eaux de ballast (dont probablement jusqu'au Royaume-Uni), il semble rapidement étendre son aire de répartition, dont en France (à partir du Nord-est dans la Moselle française où une étude l'a repéré jusqu' à Gondreville au  moins (en 1997) (ce qui correspond à 137,5 km supplémentaires colonisés par rapport aux données précédentes, peut être en lien avec d'autres espèces dont Corbicula qui dans la même étude était retrouvé (pour deux formes ou espèces différentes) jusqu'à Dieulouard (à 337 km  de l'embouchure sur le Rhin),. En 1998, on le trouvait dans les canaux de Picardie, le Rhin canalisé et le réseau de canaux connexes a servi d'autoroute à de nombreuses espèces invasives dont celle-ci.
En Europe, d'abord signalé dans la Meuse, il a ensuite été découvert dans le Rhin en 1987 où deux ans  plus tard il constituait localement l'essentiel de la faune benthique, et semblait selon Van der Velde en 1994  entrer en compétition avec la moule zébrée (qui a très fortement régressé après l'arrivée de C. curvispinum en aval du Rhin : division par 1 000 du nombre de moules par mètre carré de substrat dur de 1986 à 1992 alors que dans le même temps les populations de Corophiums étaient multipliées passant de 3 à 100 000 par mètre carré ). Après 1988 des populations très denses ont été observées (atteignant plusieurs milliers d'individus par mètre carré à l'embouchure de la Moselle). Il a été trouvé dans la Moselle en 1994.
Lors d'une expérimentation dans le Rhin (après que l'espèce ait commencé à y pulluler, probablement via les canaux, voies navigables et le transport par péniche), cet animal (tout comme une autre invasive : D. villosus) s'est montrée capable de rapidement coloniser des pierres nues en suspension dans le courant, à partir de la pleine eau. Même si la diversité en invertébrés augmentait après un ou deux mois, ces deux espèces continuaient à prédominer avec 70–95 % du nombre total de macroinvertébrés présents sur ces pierres.
Il a rapidement colonisé les littoraux de la mer Baltique d'une manière encore mal comprise, selon Herkül (2009)« Il est plausible, cependant, que les changements climatiques récents associés à des hivers plus doux aient soutenu les proliférations d'algues filamenteuses sur tous les rivages de la mer Baltique. Cette situation, en conjonction avec des vents d'ouest dominants induisant une augmentation des salinités aurait favorisé la survie, la reproduction et la dispersion vers l'est d'espèces de crustacés phytophiles ».
Il est momentanément vulnérable aux baisses de niveau d'eau (dans les lacs en période de sécheresse par exemple) mais ses populations se montrent parmi les plus résilientes. Ce phénomène a été étudié de ce point de vue parmi d'autres effets de la canicule de 2003 par Musko & al. (2007) dans le lac Balaton récemment colonisé par 4 espèces invasives (C. curvispinum, Dikerogammarus haemobaphes, Dikerogammarus villosus, la crevette d'eau douce Mysidae Limnomysis benedeni et l'isopode Jaera istri devenus dominants parmi les macroinvertébrés de ce lac). Durant la période de reconstitution (2 ans) des populations après la baisse de niveau due à la canicule, Dikerogammarus a été moins présent que C. curvispinum.

## Description
Taille : petit amphipode de 2,5 à 8 mm, mais dépassant rarement 6 mm de long et même 2,4 à 4,5 mm (et moins de 1,8 mm pour les subadultes) dans les populations hivernantes,.
Carapace : de section plutôt cylindrique et comprimée dorso-ventralement, elle est translucide et de couleur gris-jaunâtre avec des segments urosomaux non fusionnés (avec des épines sur les uropodes 1 et 2) et un petit rostre triangulaire.
Antennes : il dispose de deux paires d'antennes : la première paire est fine alors que la seconde est proportionnellement très longue et épaisse, ce qui fait qu'il « se reconnait facilement par sa deuxième paire d'antennes hyper-développée ». Le premier segment de la première antenne a 3 ou 4 épines le long de la marge ventrale et 2 ou 3 épines sur le bord interne ; Les antennes sont ciliées de manière clairsemée (aspect poilu). Les deuxièmes antennes sont modérément ciliées, avec de longs poils ; une caractéristique distinctive de cette espèce est que le quatrième segment de ces antennes porte un grand éperon courbe et un ou deux petits éperons sur leur pointe  ventrolatérale. Le cinquième segment porte en outre une structure triangulaire sur sa surface ventrale.
Dimorphisme sexuel : femelles et mâles se différencient par la présence d'épines et d'éperons sur la surface intérieure de la deuxième antenne.
Cette espèce a une "palme" uniformément convexe sur l'appendice le plus antérieur (gnathopode 1), tandis que des indentations sont présentes le long de la marge intérieure du dernier segment (dactyle) du deuxième gnathopode,

## Animal tubicole
Cet amphipode est dit « tubicole » parce que seul ou en colonies il se tisse un « tube sablo-limoneux », non pas dans le sédiment comme le font de nombreux vers benthiques, mais sur des substrats durs, au moyen de fils de soie qu'il synthétise, où il agglomère des particules de l'environnement qui le camouflent.
Ces tubes peuvent former une couche très épaisse (de 1 à 4 cm) de substrat plus ou moins boueux sur les surfaces que l'espèce colonise. 

La « boue »  qu'il récolte pour construire ces tubes a été étudiée : elle variait de 61 à 609 grammes (en poids sec) par mètre carré de surface de substrat recouvert. Elle asphyxie tous les autres organismes préalablement installés sur le même substrat.
Il a été montré qu'à l'intérieur des tubes la consommation d'oxygène (et suppose-t-on conséquemment le métabolisme de l'animal) double (39 µmol/g/h) par rapport à celle des individus en situation de natation en pleine eau (22 µmol/g/h),,.

Ces tubes lui servent de cache et le protègent de nombreux prédateurs, et ils résistent bien au batillage.
Quand ces tubes couvrent l'intégralité des substrats durs, des organismes filtreurs comme les éponges d'eau douce et les moules zébrées régressent, car ne parvenant plus à s'accrocher au substrat.

## Physiologie
C'est originellement une espèce d'eau saumâtre mais présentant des capacités d'osmorégulation qui lui confèrent une grande tolérance à de très faibles salinités,,,.
Cette espèce supporte une eau faiblement oxygénée (seuil létal : 0,3 mg O2/Litre selon Dedyu (1980)), elle se multiplie le mieux dans les eaux dures (à teneur ionique relativement élevée), et nécessite un minimum d'ions sodium (Na+) (au moins 0,5 mM selon Harris et Aladin (1997) . 
Elle tolère (en Pologne) des températures de 7,0 à 31,8 °C . 

Elle tolère une eutrophisation modérée (Kotta et al. 2012) mais ne supporte pas les niveaux élevés de pollution organique (Harris et Musko 1999, Jazdzewski 1980).

## Écologie
C. curvispinum présente quelques caractères d'espèce-ingénieur : elle construit des tubes et peut agréger divers petits morceaux de bois, des coquilles mortes (ou vivantes), des fragments de végétaux et de matière organique morte, ainsi que des particules minérales, de l'argile... sur des pierres ou d'autres substrats durs,.
Selon Ojaveer et Kotta (2006), elle forme parfois une association avec un genre d'algue verte (Cladophora) .

## Densité de population, biomasse
Dans les eaux européennes sa densité de population varie considérablement, selon les lieux ; avec moins d'un individu par mètre carré à (3 000 - 50 000/m2),,,, voire beaucoup plus : 100 000 - 750 000 individus/m2 souvent alors à 2–3 m de profondeur,.
Sur des zones récemment envahies (ex : golfe de Finlande) Ojaveer et Kotta ont en 2006 signalé des densités de 125 à 1425 individus/m2.

## Prédation
Cette espèce est, ou est devenue, une source localement importante de nourriture pour certains poissons, dont par exemple le chabot, l'anguille, le sandre ou la perche et la grémille.
D'autres prédateurs sont des oiseaux, ou encore les écrevisses et d'autres macroinvertébrés prédateurs,,,,.

## Alimentation
Il se nourrit de phytoplancton (diatomées notamment et autres microalgues, chlorophycées par exemple) et de microdébris organiques.
Une corrélation a été établie entre la disponibilité de la chlorophylle a dans le milieu et le métabolisme de cette espèce ou le taux de croissance des individus.
Cet animal semble collecter la plus grande part de ses aliments parmi les particules en suspension, ce qui explique des densités parfois exceptionnelles dans des zones de courant (ex : 1 à 1.23 m/s) où l'eau est généralement oxygénée et où il capte plus facilement ce type d'aliments,.
Là où il est densément présent, il diminue probablement le « stock planctonique » et entre en concurrence avec d'autres espèces (dont avec les bivalbes filtreurs et en particulier la moule zébrée qui occupe le même substrat, c'est-à-dire les substrats durs).
Les pseudofèces des moules zébrées (qui enrichissent le milieu en particules organiques et microorganismes) pourraient peut-être profiter à cette espèce et faciliter son installation, après quoi elle peut régresser ou localement disparaitre étouffée sous les bioconstruction de tubes de C curvispinum.

## Reproduction
Elle se fait en saison chaude (quand la température de l'eau est comprise entre 12 et 20 °C voire plus) ; de mai à octobre en mer Noire et plus tôt (d'avril à septembre) en Baltique.
Le sex-ratio et toujours en faveur des femelles (elles plus nombreuses que les mâles toute l'année ; jusqu'à deux fois plus).
Les femelles de grande taille (5 à 6,3 cm) sont ovigères quelques semaines avant les plus petites.
Chaque œuf couvé par la femelle mesure environ 360 x 280 µm (stade I) à 520 x 440 µm (stade IV).
Le nombre d'œufs portés par la femelle est corrélée à sa taille. Ainsi dans le Rhin les femelles portent de 3 à 34 œufs (12 en moyenne) selon van den Brink et al., 1993) alors que dans le lac Balaton où les femelles sont plus petites, elles portent globalement deux fois moins d'œufs (de 1 à 25 et 6 en moyenne selon Musko ,). Ces différences pourraient être induites par la disponibilité en nourriture du milieu.
Le développement embryonnaire nécessite 15 jours.
Les femelles ovigères fécondées libèrent des larves planctoniques dont la plupart s'installent rapidement sur des supports durs où elle grandiront durant tout leur stade juvénile ; le développement larvaire s'étend sur environ quatre semaines et les individus grandissent plus vite de mai à août dans une eau à 15-20 °C  ; ensuite, les individus matures peuvent se déplacer en pleine eau en nageant, ou en se laissant parfois dériver avec le courant.
Trois nouvelles générations sont produites annuellement. La première apparait en avril-mai, la seconde en juin-juillet, et la troisième en septembre-octobre, avant l'hivernage. 

La descendance de la première génération des animaux de l'été (« génération 2 ») et la « génération 3 » constituent la cohorte hivernante.

## Durée de vie
Elle n'excède pas 8 mois selon "Van der Velde" (1994), mais 3 générations sont produites par an.

## Parasitoses, maladies
Un acanthocéphale (du genre Pomphorhynchus) parasite parfois fortement Chelicorophium curvispinum (G. O. Sars, 1895) qui en est l'un des hôtes intermédiaires. Ce parasite trouvé en abondance dans deux bras néerlandais du Rhin (Waal et IJssel) pourrait expliquer de récents déclins des populations de C. curvispinum dans cette zone. Il peut infester le corps de C. curvispinum et fortement affecter ses capacités de survie.